# Жобер, Эрве
Эрве Жобер (фр. Hervé Jaubert; род. 1956) — бывший французский офицер Военно-морского флота, морской инженер; сотрудник Генерального директората внешней безопасности (фр. Direction générale de la Sécurité extérieure, DGSE) до 1993 года, предприниматель.

## Биография
Родился в Париже 13 марта 1956 года.
В начале 2000-х годов он переехал в город Стюарт, штат Флорида, где основал компанию по строительству и обслуживанию прогулочных подводных лодок.
В 2004 году предприниматель из Дубая Султан Ахмед бин Сулайем посетил завод Жобера во Флориде и предложил ему переехать в ОАЭ. Жобер принял приглашение, и Бин Сулайем поставил его во главе новой дочерней компании Dubai World по производству туристических подводных лодок сверхбыстрых яхт. Создав небольшое количество судов, компания столкнулась с трудностями, и Жобер покинул её, создав собственную фирму в Объединённых Арабских Эмиратах под брендом Exomos.
Скандально бежал из ОАЭ через Фуджейру по морю, где его в международных водах встретил бывший коллега-шпион на парусной яхте. Через восемь дней они прибыли в индийский Мумбаи, и оттуда он вернулся домой во Флориду, где проживает по настоящее время. После его побега полиция Дубая обвинила Жобера в хищении 14 миллионов дирхамов (3 000 000 долларов).
28 июня 2009 года суд в Дубае заочно признал Эрве Жобера виновным и приговорил его к пяти годам лишения свободы. 9 сентября 2009 года Жобер подал встречный иск в суд округа Мартин во Флориде против Dubai World. 28 февраля 2011 года в Форт-Пирсе, штат Флорида, суд отклонил все иски Dubai World против Эрве Жобера — он не был осуждён и не понёс какого-либо денежного ущерба.
Жобер был действующим лицом в истории с похищением принцессы ОАЭ — шейхи Латифы бинт Мохаммед Аль Мактум.
Эрве Жобер является автором следующих книг:
- 1995 год: Il n' a plus de secrets dans les services
- 2009 год: Escape from Dubai (ISBN 978-0-929915-94-4)
- 2011 год: The Boston Fracture (ISBN 978-1-4664-0561-5)
- 2015 год: Comment contredire un Musulman (ISBN 978-1-5075-0656-1)
- 2016 год: Misere sexuelle des musulmans et violence (ISBN 978-1-5406-5496-0)
- 2016 год: How to bust a Muslim in 20 questions: Islampology (ISBN 978-1-5347-8016-3)
- 2019 год: Princess Latifa and the Spy (ISBN 978-1-09-373068-5)